# Polideportivo Cachamay
Het Polideportivo Cachamay is een multifunctioneel stadion in Ciudad Guayana, een stad in Venezuela. In het stadion is plaats voor 45.060 toeschouwers. De voetbalclubs Atlético Club Mineros de Guayana en Minervén S.C. maken gebruik van dit stadion.

## Historie
Het oude stadion werd geopend in 1990. In 2007 waren er grondige renovaties waarbij het stadion sterk gemoderniseerd en uitgebreid werd. Hierdoor kon het stadion ook gebruikt worden voor de Copa América 2007. Op dit toernooi werden drie wedstrijden gespeeld. Twee daarvan in de groepsfase en de halve finale tussen Mexico en Argentinie (0–3). Het Venezolaanse elftal gebruikt het stadion af en toe voor een internationale wedstrijd.
| № | Datum            | Wedstrijd            | Uitslag | Toernooi                         | Toeschouwers |
| - | ---------------- | -------------------- | ------- | -------------------------------- | ------------ |
| 1 | 27 juni 2007     | Ecuador – Chili      | 2 – 3   | Copa América 2007 – groepsfase   | 35.000       |
| 2 | 27 juni 2007     | Brazilië – Mexico    | 0 – 2   | Copa América 2007 – groepsfase   | 40.000       |
| 3 | 11 juli 2007     | Mexico – Argentinië  | 0 – 3   | Copa América 2007 – halve finale | 41.600       |
| 4 | 9 september 2007 | Venezuela – Paraguay | 3 – 2   | Vriendschappelijke wedstrijd     | 35.000       |
| 5 | 31 maart 2009    | Venezuela – Colombia | 2 – 0   | WK 2010 – Kwalificatie           | 35.000       |
| 6 | 10 juni 2009     | Venezuela – Uruguay  | 2 – 2   | WK 2010 – Kwalificatie           | 37.000       |
| 7 | 10 oktober 2009  | Venezuela – Paraguay | 1 – 2   | WK 2010 – Kwalificatie           | 41.680       |